# Grand Prix automobile d'Espagne 1991
GP précédent GP suivant
Le Grand Prix automobile d'Espagne 1991 (Gran Premio Tio Pepe de España), disputé sur le circuit de Catalogne à Barcelone en Espagne le 29 septembre 1991, est la vingt-et-unième édition du Grand Prix, la 514e épreuve du championnat du monde de Formule 1 courue depuis 1950 et la quatorzième manche du championnat 1991.

## Classement
| Pos. | No | Pilote             | Écurie               | Tours | Temps/Abandon                      | Grille | Points |
| ---- | -- | ------------------ | -------------------- | ----- | ---------------------------------- | ------ | ------ |
| 1    | 5  | Nigel Mansell      | Williams-Renault     | 65    | 1 h 38 min 41 s 541 (187,586 km/h) | 2      | 10     |
| 2    | 27 | Alain Prost        | Ferrari              | 65    | + 11 s 331                         | 6      | 6      |
| 3    | 6  | Riccardo Patrese   | Williams-Renault     | 65    | + 15 s 909                         | 4      | 4      |
| 4    | 28 | Jean Alesi         | Ferrari              | 65    | + 22 s 772                         | 7      | 3      |
| 5    | 1  | Ayrton Senna       | McLaren-Honda        | 65    | + 1 min 02 s 402                   | 3      | 2      |
| 6    | 19 | Michael Schumacher | Benetton-Ford        | 65    | + 1 min 19 s 468                   | 5      | 1      |
| 7    | 15 | Mauricio Gugelmin  | Leyton House-Ilmor   | 64    | + 1 tour                           | 13     |        |
| 8    | 22 | Jyrki Järvilehto   | Scuderia Italia-Judd | 64    | + 1 tour                           | 15     |        |
| 9    | 32 | Alessandro Zanardi | Jordan-Ford          | 64    | + 1 tour                           | 20     |        |
| 10   | 7  | Martin Brundle     | Brabham-Yamaha       | 63    | + 2 tours                          | 11     |        |
| 11   | 20 | Nelson Piquet      | Benetton-Ford        | 63    | + 2 tours                          | 10     |        |
| 12   | 14 | Gabriele Tarquini  | Fondmetal-Ford       | 63    | + 2 tours                          | 22     |        |
| 13   | 23 | Pierluigi Martini  | Minardi-Ferrari      | 63    | + 2 tours                          | 19     |        |
| 14   | 24 | Gianni Morbidelli  | Minardi-Ferrari      | 62    | Collision                          | 16     |        |
| 15   | 21 | Emanuele Pirro     | Scuderia Italia-Judd | 62    | + 3 tours                          | 9      |        |
| 16   | 4  | Stefano Modena     | Tyrrell-Honda        | 62    | + 3 tours                          | 14     |        |
| 17   | 3  | Satoru Nakajima    | Tyrrell-Honda        | 62    | + 3 tours                          | 18     |        |
| Abd. | 8  | Mark Blundell      | Brabham-Yamaha       | 49    | Moteur                             | 12     |        |
| Abd. | 26 | Érik Comas         | Ligier-Lamborghini   | 36    | Panne électrique                   | 25     |        |
| Abd. | 2  | Gerhard Berger     | McLaren-Honda        | 33    | Allumage                           | 1      |        |
| Abd. | 9  | Michele Alboreto   | Footwork-Porsche     | 23    | Moteur                             | 24     |        |
| Abd. | 33 | Andrea De Cesaris  | Jordan-Ford          | 22    | Batterie                           | 17     |        |
| Abd. | 11 | Mika Häkkinen      | Lotus-Judd           | 5     | Accident                           | 21     |        |
| Abd. | 16 | Ivan Capelli       | Leyton House-Ilmor   | 1     | Collision                          | 8      |        |
| Abd. | 29 | Éric Bernard       | Larrousse-Ford       | 0     | Collision                          | 23     |        |
| Abd. | 25 | Thierry Boutsen    | Ligier-Lamborghini   | 0     | Collision                          | 26     |        |
| Nq.  | 30 | Aguri Suzuki       | Larrousse-Ford       |       | Non qualifié                       |        |        |
| Nq.  | 34 | Nicola Larini      | Modena-Lamborghini   |       | Non qualifié                       |        |        |
| Nq.  | 12 | Michael Bartels    | Lotus-Judd           |       | Non qualifié                       |        |        |
| Nq.  | 35 | Eric van de Poele  | Modena-Lamborghini   |       | Non qualifié                       |        |        |
| Npq. | 10 | Alex Caffi         | Footwork-Porsche     |       | Non préqualifié                    |        |        |
| Npq. | 18 | Fabrizio Barbazza  | AGS-Ford             |       | Non préqualifié                    |        |        |
| Npq. | 18 | Olivier Grouillard | AGS-Ford             |       | Non préqualifié                    |        |        |
| Npq. | 31 | Pedro Chaves       | Coloni-Ford          |       | Non préqualifié                    |        |        |

## Pole position et record du tour
- Pole position : Gerhard Berger en 1 min 18 s 751 (vitesse moyenne : 217,003 km/h).
- Meilleur tour en course : Riccardo Patrese en 1 min 22 s 837 au 63e tour (vitesse moyenne : 206,299 km/h).

## Tours en tête
- Gerhard Berger : 17 (1-8 / 12-20)
- Nigel Mansell : 46 (9 / 21-65)
- Riccardo Patrese : 1 (10)
- Ayrton Senna : 1 (11)

## Statistiques
- 21e victoire pour Nigel Mansell.
- 51e victoire pour Williams en tant que constructeur.
- 31e victoire pour Renault en tant que motoriste.
- Dernier Grand Prix pour l'écurie française AGS (non préqualification).